# Pelochrista bleuseana
Pelochrista bleuseana is een vlinder uit de familie bladrollers (Tortricidae). De wetenschappelijke naam is voor het eerst geldig gepubliceerd in 1888 door Oberthur.
De soort komt voor in Europa.